# Рајко Продановић
Рајко Продановић (Гајдобра, 24. април 1986) је српски рукометаш. Игра на позицији десног крила.

## Клупска каријера
Продановић је из Гајдобре одакле је 2001. године као 15-годишњак дошао у Југовић из Каћа. Као играч Југовића је проглашен за најбољег рукометаша Суперлиге Србије 2007. године. У лето 2008. године се преселио у шпански клуб Антекјеру, где је остао две године. Уследила је година у Вардару, укупно четири у два наврата у Пик Сегеду, а кратко је био и у Веспрему. Опробао се и у немачкој Бундеслиги играјући за Рајн–Некар Левен, да би од 2016. до 2018. играо за Мешков Брест. У лето 2018. године вратио се у српски рукомет и потписао за Војводину.

## Репрезентација
Продановић је био члан кадетске репрезентације Србије и Црне Горе (играчи до 18 година) која је 2004. године освојила златне медаље на Европском првенству у Београду и Светском првенству у Катару 2005.
Са репрезентацијом Србије освојио је сребрну медаљу на Европском првенству 2012. и учествовао на Олимпијским играма у Лондону. Такође има златну медаљу са Медитеранских игара 2009. у Пескари.

## Успеси

### Клупски
Мешков Брест
- Првенство Белорусије (2) : 2016/17, 2017/18.
- Куп Белорусије (2) : 2016/17, 2017/18.

Војводина
- Првенство Србије (1) : 2018/19.
- Куп Србије (1) : 2018/19.
- Суперкуп Србије (2) : 2018, 2019.

### Репрезентативни
- Европско првенство:  2012.
- Медитеранске игре:  2009.